# Cal Cardenal (Salomó)
Cal Cardenal, o Cal Cadernal, és un edifici renaixentista situat al carrer de Josep Nin al municipi de Salomó (Tarragonès). És un dels edificis més destacats del municipi juntament amb l'església. La construcció pertanyia originàriament al llinatge dels Nin, una família de cavallers arrelada al poble ja al segle xvi; aquest edifici n'era la casa pairal.

## Descripció
L'edifici consta d'un cos principal i una torre de planta quadrada; aquest cos principal presenta una planta rectangular i consta de planta baixa, pis noble i golfes amb coberta de teules a doble vessant. En el pis noble hi destaca un conjunt de grans finestrals i balconades d'estil gòtic - renaixentista.
L'edifici presenta una gran façana oberta al carrer de Josep Nin, i a la part posterior presenta una àmplia extensió de terreny coneguda com el farraginal dels cabrers. Al costat sud s'hi alça una torre que presenta un rellotge de sol, coberta a quatre vessants i documentada des del segle xviii, a la qual s'hi adossà un edifici més modern (segles XIX-xx) destinat a treballs agrícoles.
La façana posterior conserva una porta adovellada i una altra de llinda on es conserva una inscripció amb la data 1678, any en què Joan de Nin i Vidal fou nomenat cavaller. L'edifici va patir nombroses remodelacions i modificacions al llarg dels segles.

## Fundació Salomó Cal Cardenal
L'edifici és la seu de la Fundació Salomó Cal Cardenal, fet pel qual actualment s'hi organitzen exposicions, presentacions i conferències. En un futur està previst museïtzar Cal Cardenal per a divulgar la cultura del Baix Gaià i el Camp de Tarragona.